# IT-чемпионаты VK
Компания VK является инициатором и организатором крупнейших в России чемпионатов для IT-специалистов в следующих категориях: искусственный интеллект (Russian AI Cup, Mini AI Cup), спортивное программирование (Russian Code Cup), высоконагруженные системы (HighLoad Cup), машинное обучение (Machine Learning Boot Camp), дизайн и проектирование интерфейсов (Russian Design Cup), а также олимпиады для школьников (Технокубок).
Задания для чемпионатов готовят эксперты компании и специалисты профильных университетов РФ. В соревнованиях участвуют разработчики и дизайнеры из более чем 100 стран. Общая аудитория чемпионатов VK  - более 150 000 участников. Руководитель направления IT чемпионатов - Дмитрий Санников.

## Миссия и цели

Логотип IT-чемпионатов Mail.ru Group

Миссией соревнований Mail.ru Group является популяризация профессий в сфере IT и развитие IT-отрасли.
Цели соревнований:
- выявление лучших российских и международных специалистов IT-рынка, их поощрение;
- информирование общественности об IT-профессиях, технологиях, развитии отрасли;
- предоставление специалистам возможности проявить себя и развиваться профессионально[2].

## Логотип
Логотипы IT-чемпионатов созданы в единой концепции. За основу взята пятиугольная диаграмма, каждому углу которой соответствуют свойства: стратегия, визуализация, продукт, фан, алгоритм. У каждого чемпионата свой цвет пятиугольника, который символизирует определенную дисциплину Russian Code Cups. При акцентировании одной из форм получается логотип того или иного кубка.

## Russian Code Cup

Логотип RCC

RCC – соревнование по спортивному программированию, которое проводится Mail.ru Group совместно с университетом ИТМО. Чемпионат проводится с 2011 года. Участие в нем могут принять российские и зарубежные программисты старше 18 лет.

### Описание
Техническая часть и задания разрабатываются специалистами Mail.ru Group и экспертами Университета ИТМО.
Чемпионат состоит из трех этапов: квалификационный раунд, отборочный тур и финал. В финал проходит 50 участников.
Решения проверяются системой PCMS2. С помощью приложения жюри соревнования следят за процессом решения и соблюдением правил.

### RCC 2011
Регистрация на первый RCC была открыта 7 апреля 2011 года. В отборочном туре участвовало более трех тысяч человек. В финал, который состоялся 13 сентября прошло 50 программистов из России, Украины, Беларуси, США, Армении, Грузии и Швейцарии. Победителями стали Петр Митричев, Евгений Капун, Михаил Дворкин.

### RCC 2012
Второй RCC прошел с 27 мая по 10 сентября 2012 года. Участие в чемпионате приняло более 3000 тысяч программистов. На сайте турнира велась видеотрансляция соревнований, которая помимо процесса решения задач включала в себя комментарии специалистов, интервью, дискуссии, круглые столы с жюри и приглашенными гостями. Победителями стали Владислав Епифанцев, Наталья Бондаренко и Егор Куликов. Призовой фонд составил 10 000, 5 000 и 3 000 долларов соответственно.

### RCC 2013

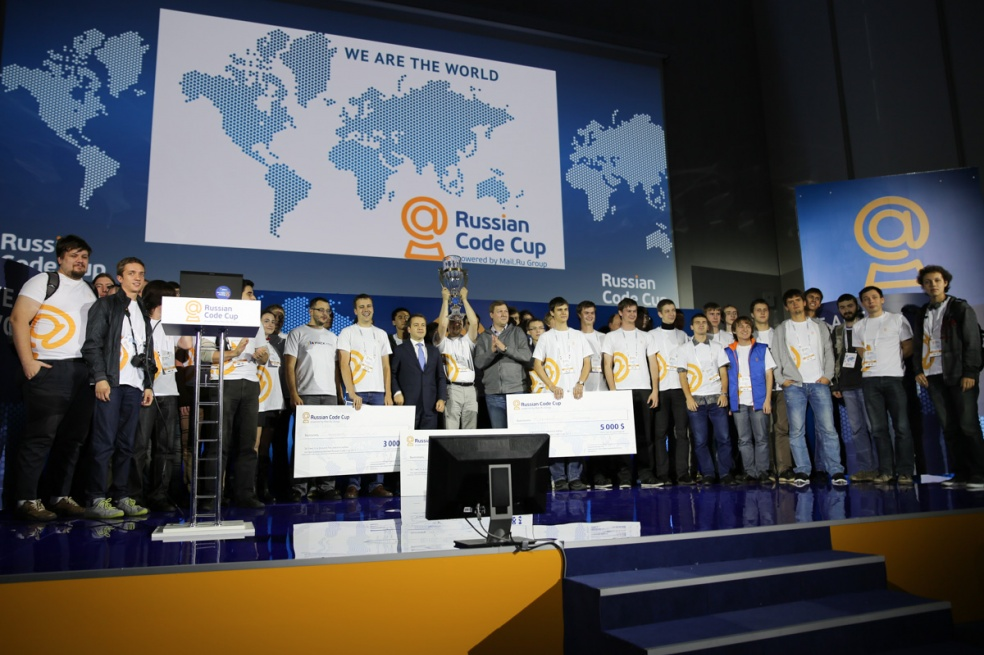
Финал RCC 2013

RCC 2013 прошел с 13 апреля по 23 сентября 2013 года. Участие в чемпионате приняло около трех с половиной тысяч программистов. В рамках финального тура перед участниками выступили именитые спикеры со своими докладами: основоположник методологии программирования, член Компьютерного зала славы Эдвард Йордон, изобретатель первого в мире робота с web-интерфейсом Кен Голдберг, разработчик алгоритма программы Advanced eBook Processor Дмитрий Скляров. Победители RCC 2013: Петр Митричев, Геннадий Короткевич, Дмитрий Джулгаков.

### RCC 2014
RCC 2014 прошел с 19 апреля по 9 октября 2014 года. Финал чемпионата, в отличие от прошлых лет, проходил в онлайн-режиме. Победителями стали Геннадий Короткевич, Петр Митричев, Егор Куликов. Также в 2014 году впервые наградили участников вошедших в первую десятку финалистов. Всего в RCC 2014 участвовали 6032 программиста.

### RCC 2015
RCC 2015 прошел с 15 марта по 19 сентября 2015 года. Финал прошел в формате онлайн-шоу, тема которого – прошлое, настоящее и будущее программирования.
Гостями финального мероприятия стали - министр связи и массовых коммуникаций РФ Николай Никифоров, генеральный директор InfoWatch Наталья Касперская, президент ABBYY Сергей Андреев, основатель и директор «1C» Борис Нуралиев, разработчик «Тетрис» Алексей Пажитнов.
Призовой фонд чемпионата составил 750 тысяч рублей. Победителями стали – Петр Митричев, Геннадий Короткевич и Егор Куликов.

### RCC 2016
RCC 2016 прошел с 8 мая по 18 сентября 2018. Чемпионат впервые прошел на английском языке, что позволило расширить географию чемпионата. По словам организаторов:

В прошлом году в Russian Code Cup впервые официально вышел на международную аудиторию. Из 4,5 тысяч участников соревнования более тысячи были англоговорящими: в финальном раунде за титул чемпиона боролись жители стран СНГ, Германии, Финляндии, Японии, Швейцарии, Китая и Южной Кореи. Чемпионат проводится уже в седьмой раз, и с каждым годом конкуренция возрастает, а значит на вершину прорваться становится все сложнее и почетнее
Победителями стали Геннадий Короткевич, Владислав Епифанов и Николай Калинин.

### RCC 2017
RCC 2017 прошел с 19 марта по 10 сентября 2017 года. В финал вышли 55 программистов из 15 стран, всего участие приняли более 6000 программистов из 133 стран.

## Russian AI Cup

Логотип Russian AI Cup

Russian AI Cup — открытое соревнование по программированию искусственного интеллекта на примере игровых стратегий, проводимое Mail.ru Group совместно с Codeforces.com.
Чемпионат RAIC проводится с 2012 года и рассчитан как на программистов с базовыми навыками, так и на опытных разработчиков. Ежегодно в нем принимает участие около 2000 человек.

### Описание
Чемпионат состоит из Песочницы, двух отборочных раундов и финала. Все этапы проходят с ноября по январь на площадке чемпионата. Участникам предлагается написать свою игровую стратегию по управлению несколькими юнитами (кодемобили, бойцы, хоккеисты, волшебники, танки и т.п.). Стратегии можно тестировать в Песочнице, которая работает на протяжении всего соревнования.
Топ-1080 участников Песочницы становятся участниками Раунда 1, который длится двое суток (включая 24-часовой перерыв для оптимизации стратегий). Топ-300 Раунда 1 попадают в Раунд 2, который проходит аналогично Раунду 1. 50 лучших стратегий попадают в Финал. В Финале проводится серия игр между всеми парами участников по принципу “каждый с каждым”. Участники, занявшие 1-6 места, получают ценные призы.

### CodeTanks/2012
CodeTanks/2012 проводился с 29 октября по 25 ноября 2012 гг. В рамках соревнования участники должны были, используя предоставленный API, написать искусственный интеллект для управления взводом танков. Стратегии авторов сражаются на поле битвы, цель - набрать как можно больше очков, уничтожая вражеские танки и защищая свои. После двух этапов проводится финальное сражение. Победителями финала CodeTanks/2012 стали участники - Mr.Smile, Hohol Hohol, Milanin Milanin.

### CodeTroopers/2013
CodeTroopers/2013 проводился с 4 ноября по 8 декабря 2013 гг.  На втором чемпионате RAIC участники программировали искусственный интеллект для отряда бойцов. Далее стратегии сражались между собой сначала в Песочнице, затем в Чемпионате. Участники могли использовать следующие языки программирования: C++, Java, C#, Python или Pascal.  Лидерами CodeTroopers/2013 стали участники – yshutkin, Megabyte и Hohol Hohol. В соревновании приняло участие 1394 программиста.

### CodeHockey/2014
CodeHockey 2014 проводился с 8 сентября по 12 октября 2012 года. Участники программировали искусственный интеллект для хоккейной команды. Как и в прошлых чемпионатах стратегии соревновались сначала в Песочнице, затем в чемпионате. Языки программирования: C++, Java, C#, Python, Pascal или Ruby. Лидерами CodeHockey 2014 стали Mr.Smile, alberist, recar. Всего в соревновании участвовало 1584 программиста из 17 стран.

### CodeRacing/2015
Чемпионат проводился с 9 ноября по 13 декабря 2015 года. Участники программировали искусственный интеллект для управления кодемобилем или их группой.
Написанные стратегии соревновались в Песочнице и Чемпионате, языки программирования - C++, Java, C#, Python, Pascal или Ruby. Участие в соревновании приняло более 1600 программистов, первые три места заняли - santa324, Angor Angor, SDil SDil.

### CodeWizards/2016
Чемпионат проводился с 7 ноября по 18 декабря 2016 года. Участники программировали искусственный интеллект для управления волшебником. Одно из нововведений 2016 года - кооперативная механика игры – стратегии соревновались командно, то есть необходимо было учитывать и действия противников, и союзников по раунду.
Написанные стратегии соревновались в Песочнице и Чемпионате, языки программирования - C++, Java, C#, Python, Pascal или Ruby. Победителями RAIC 2016 стали Antmsu, Commandos, NighTurs.

### CodeWars/2017
Шестой чемпионат Russian AI Cup проходил с 7 ноября по 17 декабря 2017 года. Участники программировали искусственный интеллект для управления большим количеством техники. Написанные стратегии соревновались в Песочнице и Чемпионате, языки программирования - C++, Java, C#, Python, Pascal или Ruby. Победители CodeWars  2017 – GreenTea, oreshnik, Leos.

### CodeBall/2018
CodeBall/2018 проходил с 17 декабря 2018 года по 26 января 2019 года. В 2018 году организаторы, вдохновленные игрой Rocket League и Чемпионатом мира по футболу, посвятили Чемпионат теме футбола. Соревнования состояли из двух раундов и финала. Победители RAIC 2018: T1024, TonyK, Mr.Smile.

## Machine Learning Boot Camp
Machine Learning Boot Camp (ML Boot Camp) — онлайн-чемпионат по машинному обучению и анализу данных, проводимый Mail.ru Group с 2015 года. Аудитория чемпионата составляет около 8 000 человек. Каждый год задание составляется таким образом, чтобы участвовать в чемпионате могли как новички, так и профессионалы в области анализа данных. Все задачи чемпионата основаны на реальных данных. Чемпионат проводится в сотрудничестве с ННГУ им. Н. И. Лобачевского.

### Описание
ML Boot Camp проводится ежегодно, но фиксированного времени запуска очередного контеста нет. На старте участники получают условия задачи и словесное описание доступных данных - обучающую выборку. С ее помощью им предстоит за месяц обучить компьютер и получить ответы для новых объектов, которых в обучающей выборке нет. Выигрывает тот, кто по заранее объявленной метрике покажет лучший результат. Участники, занявшие с 1-го по 6-е места, получают ценные призы.

### ML Boot Camp I
Первый чемпионат ML Boot Camp был проведен в 2015 году. Участниками стали студенты образовательных проектов Техносферы и Технопарка, свои решения прислали 307 человек.
Перед участниками была поставлена задача классификаций, по условиям которой на основе известного распределения по классам обучающих элементов нужно распределить также и тестовые. В качестве критерия качества решения задачи принималась точность классификации. Лучшие результаты показали Павел Швечиков, Антон Гордиенко, Анастасия Виденеева.

### ML Boot Camp II
В июне 2016 года стартовал второй чемпионат ML Boot Camp II. Участникам также было предложено решить задачу и в течение месяца загрузить свое решение на сайт. Задача состояла в оценке производительности машин для реальной задачи с опорой на список параметров системы.
Свои решения прислали более 250 человек. Победители: Михаил Карачун, Евгений Цацорин, Mikhail Novikov.

### ML Boot Camp III. Бинарные данные
ML Boot Camp III был проведен в феврале-марте 2017 гг. В организации третьего ML Boot Camp появилось несколько нововведений: было расширено количество метрик, добавлены новые возможности на платформе, а также создано сообщество в Telegram. Задача состояла в том, чтобы предсказать поведение пользователя в игре, используя его данные за последние две недели. Участники получили 12 игровых признаков пользователя. Данные были собраны с 25 тысяч настоящих пользователей одной из игр Mail.ru Group и анонимизированы.
Решение предложенной задачи прислали 614 человек.
Победителями стали - Михаил Карачун, Евгений Цацорин, Иван Тямгин.

### ML Boot Camp IV. Задача с секретом
Четвертый ML Boot Camp прошел в апреле-мае 2017 гг. Предложенная задача была "с секретом" и ее содержательная постановка оставалась неизвестной до конца соревнования. В чемпионате участвовало 563 человека. Участникам было необходимо на основе известного распределения по пяти классам обучающих элементов распределить тестовые. В качестве ответа принимался текстовый файл, в котором каждая строка соответствовала строке в файле с тестовыми данными и содержала номер класса. Победителями стали – Александр Иванов, Святослав Ковалёв, Иван Черданцев.

### ML Boot Camp V. Предсказание ССЗ
Пятый чемпионат был проведен совместно с Insilico Medicine и Министерством Здравоохранения республики Казахстан и июне-июле 2017 гг. Участники должны были предсказать наличие сердечно-сосудистых заболеваний по результатам врачебного осмотра. Датасет был собран из 100 тысяч реальных анализов.
Всего в чемпионате участвовало 656 человек, победителями стали - Никита Чуркин, Рим Шаяхметов и Иван Филонов.

### ML Boot Camp VI. Прогноз отклика аудитории на интернет-опрос
Шестой чемпионат был проведен в июне-июле 2018 года. Задача состояла в прогнозировании поведения пользователей в масштабном маркетинговом исследовании. Участие приняло 213 человек, победителями стали  Сергей Фиронов, Дмитрий Никитко, Глеб Туманов.

## Telecom Data Cup
Чемпионат, проведенный на платформе ML Boot Camp совместно с «Мегафоном» в ноябре-декабре 2018 года. Участники должны были проанализировать данные и предсказать удовлетворенность абонентов качеством связи.
Победители: Сергей Старицын, Михаил Новиков, Сергей Лавриков.

## Mini AI Cup
Мини-клон чемпионата Russian AI Cup, площадка соревнований по искусственному интеллекту, связанных с написанием ботов для игр. Аудитория чемпионата - около 3 000 человек, участвовать могут как любители, так и профессионалы.
Участникам предлагается написать стратегию для мини-игры на несколько игроков. Конкретная цель меняется от чемпионата к чемпионату, но общая задача состоит в том, чтобы переиграть стратегии оппонентов.

### Описание
Чемпионат проводится на платформе AI Cups с 2017 года. После старта соревнования игрокам дается неделя бета-тестирования, в течение которой они пишут свои решения. Затем стартуют рейтинговые игры, которые длятся две недели. По итогам рейтинговых игр несколько лучших участников проходят в финал (в разные годы число финалистов может меняться). Игроки, занявшие с первого по шестое места, получают ценные призы. Контесты Mini AI Cups не имеют фиксированной даты запуска.

### Mini AI Cup #1/Lifts
Первый тестовый чемпионат Mini AI Cup был проведен в сентябре-октябре 2017 года. Суть задачи – стратегия развоза пассажиров в лифте, с учетом факторов, влияющих на алгоритм развоза. Победителями стали Антон Козловский, Денис Уткин, Даниил Николенко.

### Mini AI Cup #2/AgarIO
Второй Mini AI cup начался в феврале 2018 года. Задача состояла в том, чтобы запрограммировать бота для игры, похожей на Agar.io. Было зарегистрировано около 1200 участников, количество активных игроков превысило 300 человек. Победителями стали Алексей Дичковский, Андрей Токарев, Антон Козловский.

### Mini AI Cup #3/Mad Cars
Чемпионат начался 30 августа 2018 года и был разработан по мотивам игры Drive Ahead. Каждому игроку давалась машина с кнопкой. Задача состояла в том чтобы написать бота, управляющего машиной, цель которого - нажать на кнопку врага быстрее, чем это сделает он. У каждого игрока 5 жизней. Победители: Алексей Дичковский , Anton Kozlovsky, Александр Киселев.

## HighLoad Cup
HLC — соревнование разработчиков высоконагруженных систем, проводимое Mail.ru Group с 2017 года. Аудитория чемпионата составляет около 8 000 человек. Участвовать в соревновании могут все желающие. HighLoad Cup проводится ежегодно, временные рамки не фиксированы.

### Описание
Чемпионат проходит на сайте HighLoad Cup в онлайн-режиме. Задачи открываются для всех участников одновременно в момент начала раунда: им предлагается создать автономное отзывчивое серверное приложение, собрать его в docker-контейнер, залить в хранилище и обстрелять на боевых данных. Для победы необходимо выдать лучшее решение по подготовленной метрике. Участники, занявшие с первого по шестое места, получают ценные призы. Решения отправляются в специальное хранилище и проверяются автоматически системой CodeHub-CodeRunner, разработанной сотрудниками лаборатории Технопарка Mail.ru Group. Первый HighLoad Cup был проведен с 1 по 31 августа, в нем участвовало 449 человек. Победителями стали Никита Уваров, Олег Кузнецов, Максим Андреев.

### HighLoad Cup #2
Второй чемпионат прошел с 13 декабря 2018г.  по 5 февраля 2019 г. Формулировка задачи была такая:  в альтернативной реальности человечество решило создать и запустить глобальную систему поиска «вторых половинок».

Она призвана уменьшить количество одиноких людей в мире и способствовать созданию крепких семей.

Участникам было предложено стать инженером, который создает прототип такой системы. Победителями стали Олег Кузнецов, Александр Шумский , Максим Андреев.

## Russian Design Cup

Логотип Russian Design Cup

Russian Design Cup (RDC) — открытый конкурс концептов для дизайнеров и проектировщиков интерфейсов, проводимый Mail.ru Group с 2013 года. Соревнование рассчитано как на профессионалов, так и на начинающих. Аудитория - более 12 000 человек.

### Описание
Для победы участникам необходимо решить от 1 до 3 задач в каждом из четырех раундов. Решением задачи является макет, диаграмма и текстовое описание. Победители получают ценные призы. Чемпионат проходит ежегодно, фиксированной даты запуска нет.

### Russian Design Cup 2012-2015
Первое соревнование Russian Design Cup прошло с 1 июля по 11 августа 2012 гг. Чемпионат состоял из трех этапов - квалификационный, отборочный и финальный раунд. В каждом этапе участники должны были решить от 1 до 3 задач в области дизайна интерфейсов. На участие пришло около трех тысяч заявок, около ста из них прислали работы для первого этапа. В финал вышли 10 участников. Победителями стали - Никита Иванов, Александр Ревяко, Вадим Ростоцкий.
Russian Design Cup 2013 прошел с 28 октября по 13 декабря 2013 года.
Russian Design Cup 2014 прошел с 14 июля по 25 сентября 2014 года.
После отборочного тура участники решали по шесть задач в двух основных турах. Победителями стали Доминик Левицкий, Юрий Мамаев, Дмитрий Алябьев.
Russian Design Cup 2015 прошел с 6 сентября по 21 сентября 2015 года. Участие приняли более 200 дизайнеров из России, Украины, Беларуси и Азербайджана и было представлено более 300 выполненных работ.

### Russian Design Cup 2016
Турнир прошел с 10 октября по 21 декабря 2016 года и состоял из трех этапов. Среди задач на разных этапах было - создание сайтов, мобильных приложений, государственных порталов, оформление дисплеев на остановках, создание приложений для «умных» часов и управления бытовыми приборами. Партнерами чемпионата выступили  были «Манн, Иванов и Фербер», ICQ, «Госуслуги» и т.д. Победителями стали Игорь Зюзин, Валерий Назаров, Айрат Гафиятуллин.

### Russian Design Cup 2017
Турнир прошел с 17 октября 2017 года по 28 февраля 2018 года. Партнерами соревнования выступили Альфа-Банк, Delivery Club и Skyeng и др.
Победителями стали Arsen Kolyba, Вячеслав Новгородцев, Игорь Андреев.

### Mail Design Cup
C 17 октября по 2 марта 2019 года прошел турнир Mail Design Cup, организованный Mail.ru Group и онлайн-университетом Skillbox. Конкурс состоял из отборочного тура, двух основных туров и финального дизайн-баттла. На отборочном этапе участникам было предложено создать рекламную кампанию лапши быстрого приготовления для аудитории, придерживающейся здорового питания. Финал прошел между четверыми победителями прошлых турниров Russian Design Cup и четырьмя лучшими участниками баттлов Skillbox. Победителями MDC стали Ольга Топоркова, Игорь Андреев , Янош Говоши.

## Технокубок
Технокубок — олимпиада по программированию для учеников 8-11 классов из России и стран СНГ. Организаторы олимпиады - компания Mail.ru Group, МФТИ и МГТУ им. Н. Э. Баумана. С 2015 года Технокубок входит в публикуемый Министерством образования РФ перечень олимпиад, победители которых получают льготы при поступлении в вузы РФ. Технокубок — олимпиада второго уровня. Победа в нем дает 100 баллов по информатике или зачисление без вступительных испытаний (в зависимости от вуза). Кроме того, победители Технокубка получают ценные призы и льготы при поступлении на образовательные проекты Mail.ru Group, существующие в МГУ, МГТУ им. Н. Э. Баумана, МФТИ, МИФИ и других вузах РФ.
Аудитория олимпиады — более 23 000 школьников. В рамках олимпиады участникам предлагается решить задачи по программированию.

### Описание
Технокубок проводится в два этапа: отборочный (три отборочных раунда с сентября по ноябрь) и финальный. Отборочный этап проводится дистанционно на площадке Codeforces. Перед каждым отборочным раундом запускается двухдневный ознакомительный раунд, результат которого не влияет на дальнейшее участие.
Для прохождения в финал достаточно победить в одном из отборочных раундов - победителями становятся несколько участников с наиболее высокими результатами. Точное число победителей каждого отборочного раунда зависит от общего числа участников. Финал проходит очно, на площадках МГТУ им. Н. Э. Баумана, МФТИ, а также на других региональных площадках по всей России.

### Технокубок 2015-2016
Первый Технокубок прошел в марте-апреле 2016 года. Участие в нем приняли более полутора тысячи учащихся 8-11 классов, триста из них прошли в финал. Победители получили дополнительные баллы к общему количеству баллов ЕГЭ. Первое место занял Владислав Макеев, второе – Александра Дроздова, третье – Григорий Резников. Технокубок в 2016 году был включен перечень олимпиад школьников и имел 3-й уровень.

### Технокубок 2016-2017
Регистрация была открыта 1 сентября 2016 года, заключительный этап состоялся 5 марта 2017 года. В олимпиаде приняли участие 3000 человек, в финал прошли 400. Победителями стали Александра Дроздова, Артур Петуховский, Владимир Романов.

### Технокубок 2017-2018
В 2017-18 учебном году Технокубок получил 2-й уровень в перечне олимпиад РСОШ. Олимпиада проводилась с 14 сентября по 31 марта. Всего в ней приняло участие 3011 человек, победителями стали - Даниил Николенко, Дмитрий Запольский, Ильдар Гайнуллин.

### Технокубок 2018-19
Олимпиада прошла с 21 сентября 2018 года по 3 марта 2019 года. Финал прошел на нескольких площадках России, а также в Украине, Казахстане и Белоруссии. В финал прошли более 500 участников, всего участвовало более 4,5 тысяч человек Победителями стали Ильдар Гайнуллин, Семён Савкин, Батыр Сардарбеков.

## Техностарт
Техностарт - IT-чемпионат, участие в котором могут принять учащиеся МГУ, МГТУ и МФТИ имени Н. Э. Баумана. Участники, создавая IT-проект, могут проявить себя в качестве разработчиков, так и в роли продакт-менеджеров, дизайнеров или маркетологов. Техностарт проводился с 2014 по 2016 год. В 2014 участниками было представлено 36 идей, 6 из которых были воплощены. В 2015 - году 89 идей, 9 из которых реализованы. в 2016 году партнером чемпионата стал французский акселератор Numa.

## Russian Developers Cup
Russian Developers Cup - IT-чемпионат в области веб-разработки, мобильных сервисов и игр. Чемпионат проводился в 2014 и в 2015 гг. В 2014 году победители приглашались к сотрудничеству в Фонд развития интернет-инициатив. В 2015 победители кубка получили в общей сложности 3,6 млн рублей на развитие стартапов. Также в 2015 году партнером чемпионата стал Фонд содействия развитию малых форм предприятий в научно-технической сфере